# Montbretiasläktet
Montbretiasläktet (Crocosmia) är ett släkte i familjen irisväxter med 7 arter från Sydafrika. Några odlas ibland som utplanteringsväxter.